# Offadens soror
Offadens soror is een haft uit de familie Baetidae. De wetenschappelijke naam van de soort is voor het eerst geldig gepubliceerd in 1908 door Ulmer.
De soort komt voor in het Australaziatisch gebied.